# Gadna (Israël)
Pour les articles homonymes, voir Gadna.

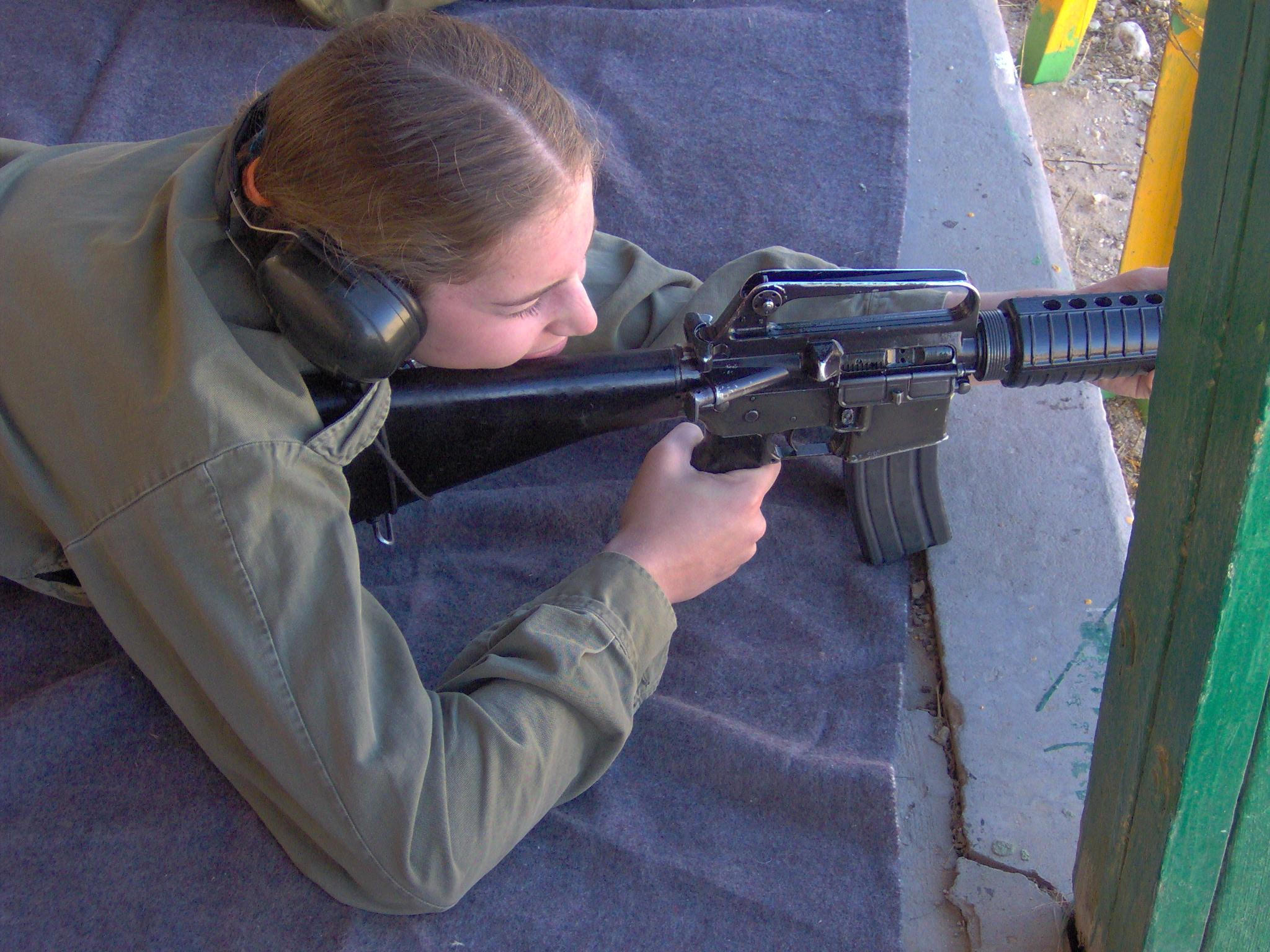
Jeune fille s'entraînant au tir à balles réelles dans un camp du Gadna.

Gadna, en hébreu גדנ"ע, abréviation de Gedudei No'ar (hébreu : גדודי נוער ; lit. bataillons de jeunesse) ou de Gedudei no'ar 'ivri (hébreu : גדודי נוער עברי, bataillons de jeunesse hébraïque), est un programme facultatif de l’armée israélienne qui prépare les lycéens de fin de cycle secondaire au service militaire qui est obligatoire à partir de dix-huit ans.

## Histoire

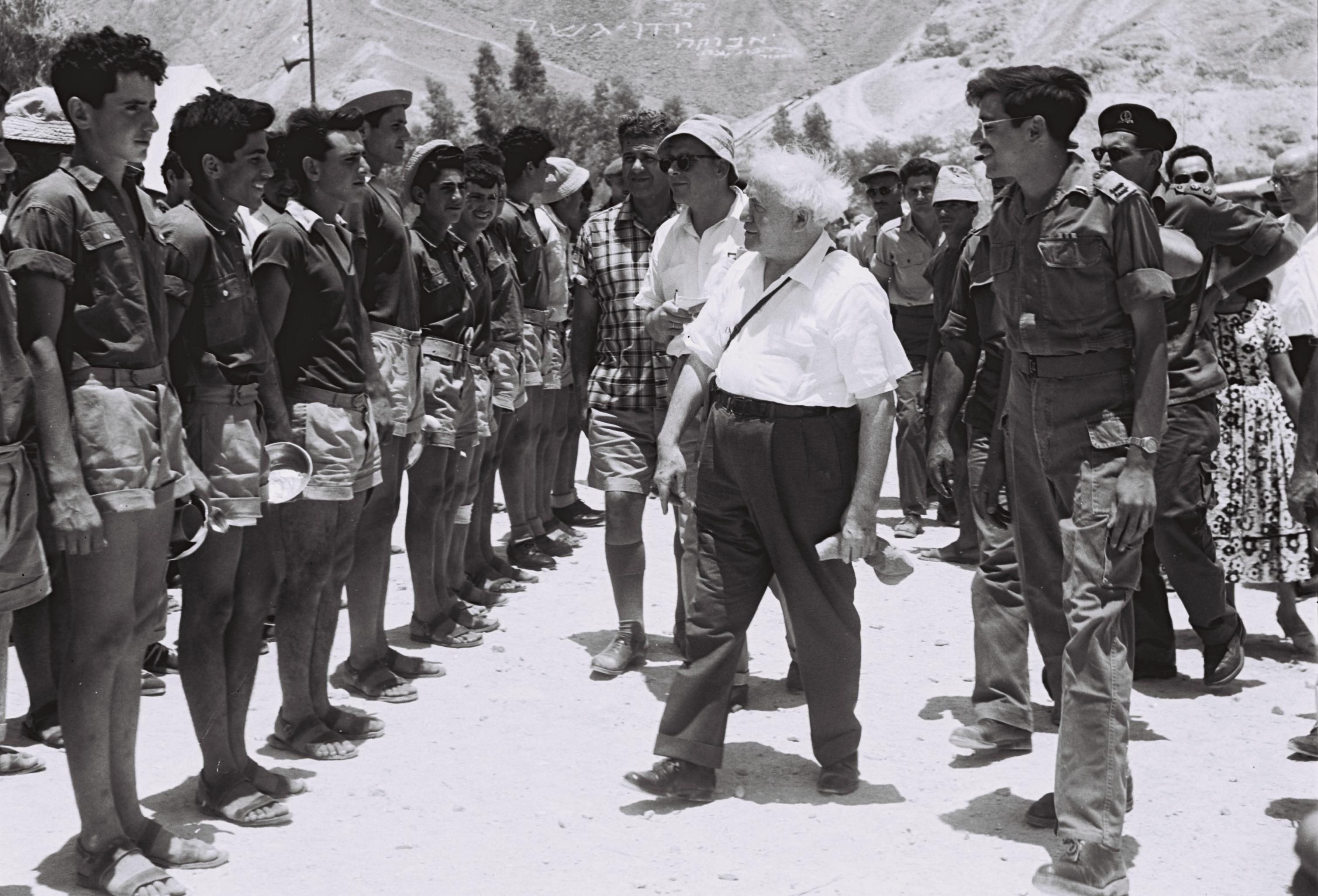
David Ben Gourion rend visite à des jeunes à la Gadna

La Gadna est créée par la Haganah avant la déclaration d'indépendance de l'État d'Israël,. Elle est impliquée dans le conflit judéo-arabe de 1947-1949, période durant laquelle elle aurait compté 9 500 membres. 
Actuellement rattachée à Tsahal, l'armée israélienne, elle est devenue un programme d'entraînement et de préparation militaire destiné à des adolescents. En 2007, entre 16 000 et 19 000 lycéens ont suivi ce programme.
Son programme consiste à un apprentissage pratique de la géographie d’Israël et de sa topographie, l’amélioration de la condition physique, l'entrainement au tir, le scoutisme, des exercices de terrain ainsi que l'enseignement de valeurs telles que la camaraderie, le travail d’équipe et l'aide mutuelle. 
De nos jours, la Gadna a pour but de pallier la désaffection grandissante des jeunes Israéliens pour le service militaire. De ce fait l’armée envoie des éducateurs pour jeunes dans les lycées à partir de la classe de première. Ils apportent aux lycéens des informations sur le service militaire et le rôle qu'ils peuvent jouer durant leur conscription ainsi que sur le processus de recrutement. Si le directeur de l’établissement ne s'y oppose pas, les élèves de terminale sont conviés à une semaine de stage et sont assistés au remplissage des formulaires destinés aux unités dans lesquelles ils souhaitent être incorporés.